# Centro de Articulação de Populações Marginalizadas
Centro de Articulação de Populações Marginalizadas é uma Organização Não Governamental brasileira, com sede no Rio de Janeiro.
É integrante do Fórum de Entidades Nacionais de Direitos Humanos. Seu foco é na luta contra a discriminação racial.
Anualmente, confere o prêmio Camélia da Liberdade a pessoas e entidades que se destacam no combate à discriminação. Também promove seminários e publica livros dedicados ao tema.